# Lauvitel
Lauvitel ist ein See auf 1530 Meter Höhe in der Gemeinde Le Bourg-d’Oisans im Vénéon-Tal. Er ist der größte See im Massif des Écrins im französischen Departement Isère.
Das Tal mit dem See ist als Naturschutzgebiet klassiert.

## Name
Der Gewässername Lauvitel ist aus den beiden Bestandteilen lau für See und vitel für Wasser gebildet. Daher lautet die offizielle Bezeichnung Lauvitel, wenngleich gelegentlich auch die Namen Lac Lauvitel und Lac du Lauvitel gebraucht werden.

## Geographie
Der See hat eine Oberfläche von 35 Hektaren und eine maximale Tiefe von 68 Metern. Er hat keinen sichtbaren oberflächlichen Abfluss außer während der Schneeschmelze im Frühling.

## Tourismus
Das Lauvitel-Tal ist von der Ortschaft Danchère bei der Gemeinde Bourg d’Oisans aus auf Bergwegen erreichbar. 